# Tupolew Tu-124
Bei der Tupolew Tu-124 (russisch Туполев Ту-124, NATO-Codename Cookpot) handelt es sich um ein zweistrahliges Passagierflugzeug des sowjetischen Konstruktionsbüros Tupolew.

## Geschichte

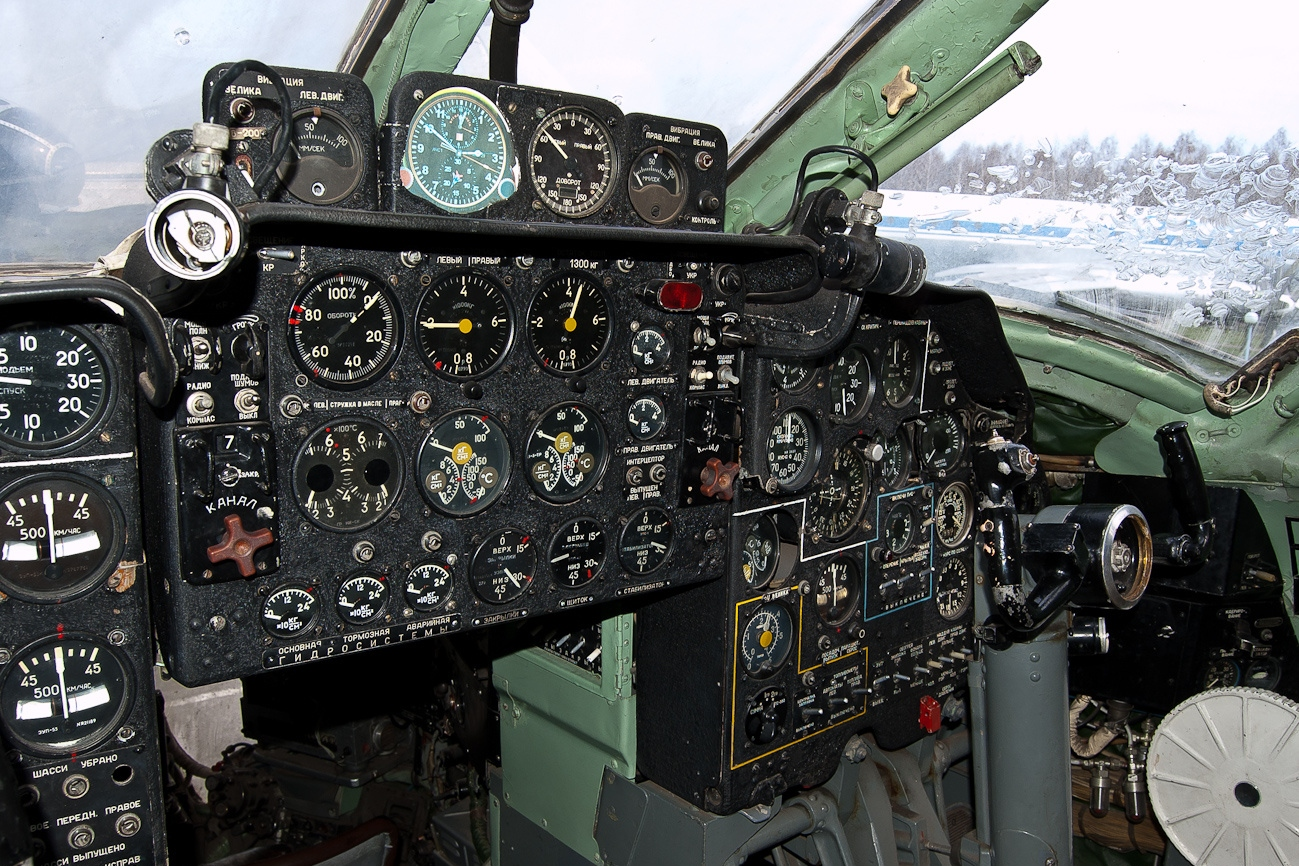
Cockpit einer Tupolew Tu-124Sh

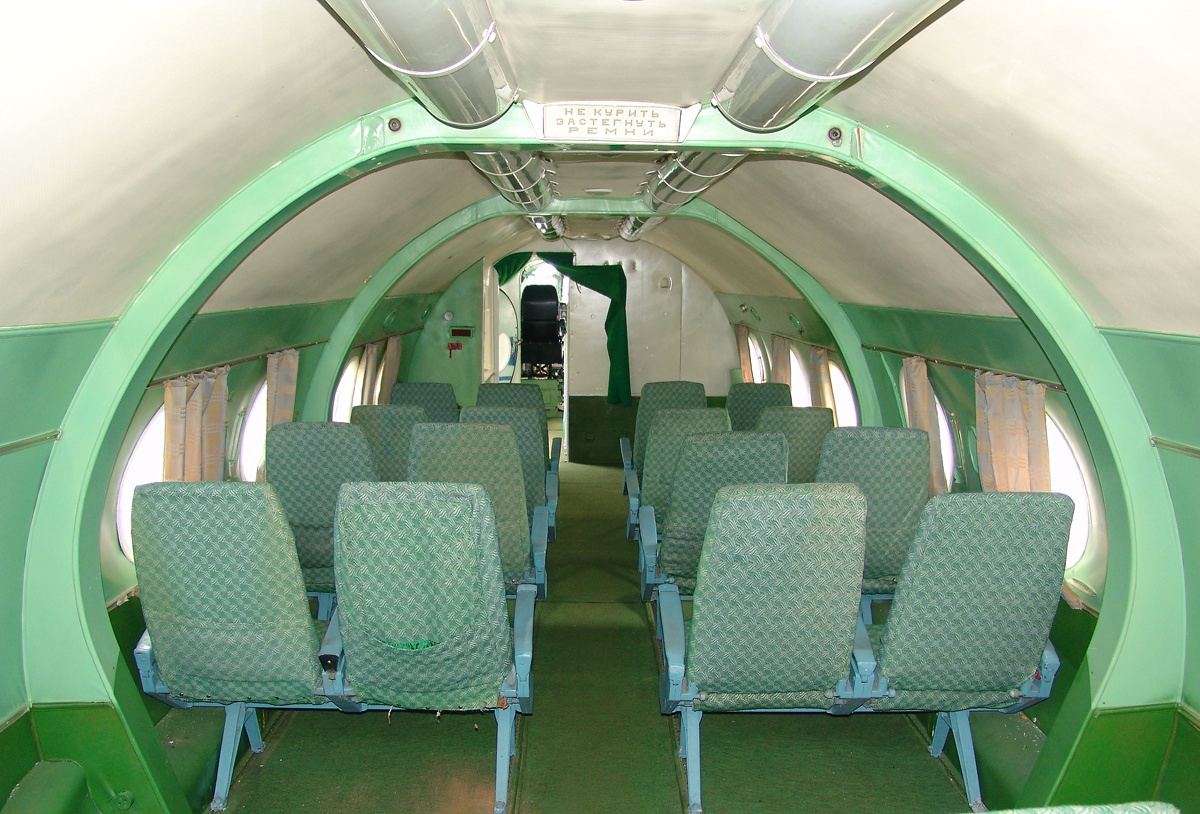
Kabine einer Tupolew Tu-124Sh

Trotz der äußerlichen Ähnlichkeit mit der Tu-104 handelt es sich bei der Tupolew Tu-124 um ein wesentlich kleineres Flugzeug, das in erster Linie entworfen wurde, um die veralteten Iljuschin Il-14 auf innersowjetischen Strecken abzulösen. Die Abmessungen der Tu-124 betragen rund ¾ derjenigen der Tu-104, von der sich die Tu-124 auch durch das viel niedrigere, ebenfalls einziehbare Bugradfahrwerk unterscheidet.
Die Entwicklung begann 1958 mit einem Beschluss des Ministerrats der UdSSR vom 18. Juli zur Schaffung eines Strahlverkehrsflugzeuges für den Kurzstreckenbereich. Der erste von zwei Prototypen (СССР-45000, WNr. 0 35 01 01) der unter Leitung von Alexander Archangelski entworfenen Tu-124 startete am 29. März 1960 mit Alexander Kalina in Schukowski zum Erstflug. Der zweite Prototyp, СССР-45001 (WNr. 0 35 01 02), folgte im Juni 1960. Zwei weitere Flugzeuge erhielten zwar zivile Kennzeichen, wurden aber nie geflogen und dienten als statische Testzellen.
Die Produktion erfolgte ab 1960 im staatlichen Flugzeugwerk Nr. 135 in Charkow; nach der Erprobungsphase begann im August 1962 die Auslieferung an die Aeroflot.

## Konstruktion
Die Tu-124 ist ein als Tiefdecker ausgelegtes Ganzmetallflugzeug. Der Rumpf weist einen kreisförmigen Querschnitt auf und verfügt über eine klimatisierte Druckkabine. In der verglasten Rumpfspitze befindet sich der Arbeitsplatz des Navigators. Das Radargerät ist in einer Wanne unter dem Rumpf untergebracht.
Die Tragflächen sind für einen Flug im hohen Unterschallbereich stark gepfeilt und haben einen negativen V-Winkel, um die unerwünscht hohe Richtungsstabilität des Pfeilflügels herabzusetzen. Dies führt jedoch zu einer relativ geringen Bodenfreiheit und schränkt Starts und Landungen bei starkem Seitenwind ein. Da die Tragflächen aus Materialgründen im Verhältnis zur Flügelstreckung sehr dick sind, besteht die Gefahr des Abwanderns der Strömung zu den Flächenspitzen und damit einer Verringerung des Auftriebes. Um dem zu begegnen, sind an den Tragflächenoberseiten jeweils zwei Grenzschichtzäune angeordnet. Die Triebwerke sind in die Tragflächen integriert. Die durch diese Konstruktion bedingte komplizierte Einleitung der Kräfte führt zu einer durch den Rumpf gehenden Holmkonstruktion, was wiederum zu einem im Mittelteil angehobenen Kabinenboden führt.
Die Tragflächen weisen an den Enden Querruder in Normalbauart auf. Die geteilten Landeklappen sind außen als Doppelspaltklappen ausgeführt. Zur Erhöhung des Widerstandes im Landeanflug verfügt die Tu-124 über eine Rumpfklappe. Die keulenförmigen Verkleidungen zur Aufnahme des Hauptfahrwerkes wirken im Sinne der Flächenregel.
Das Seitenleitwerk ist in Normalbauweise konstruiert.
Das Fahrwerk ist als klassisches Dreipunktfahrwerk ausgelegt. Das doppelt bereifte Bugrad wird nach hinten in den Rumpf eingezogen. Das Hauptfahrwerk weist jeweils vier an einem Schlitten befestigte Räder auf und wird nach hinten in die keulenförmigen Verkleidungen an den Tragflächen eingezogen. Die Auslegung des Fahrwerkes, insbesondere die Mehrfachbereifung und die breite Spur des Hauptfahrwerkes, gestatten die Benutzung unbefestigter Start- und Landebahnen.
Das Flugzeug verfügt als erstes sowjetisches Flugzeug über Zweikreistriebwerke (ZTL). Die Tu-124 ist für hohe Fluggeschwindigkeiten ausgelegt. Die nicht optimale Unterbringung der Triebwerke, abgeleitet aus der Tu-104 und der Tu-16, führt zu verstärkten Vibrationen, was den Komfort in der Passagierkabine und die Lebensdauer der Baugruppen des Flugzeuges negativ beeinflusst.
Die Standardbestuhlung der Grundversion betrug 44 Passagierplätze.

## Nutzung

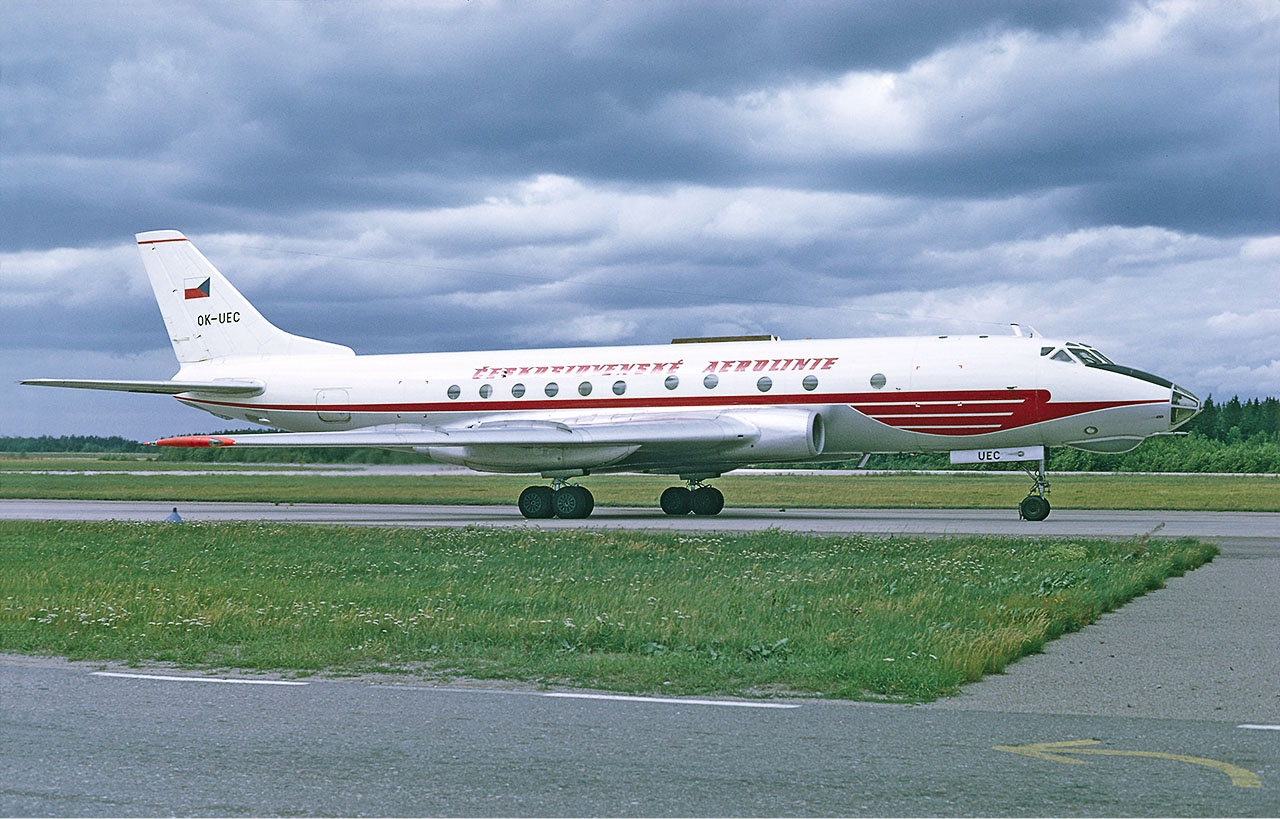
Tupolew Tu-124 der CSA, Flughafen Stockholm/Arlanda 1970

Am 2. Oktober 1962 wurde das neue Muster von Aeroflot auf der Route Moskau-Tallinn in Dienst gestellt und überzeugte durch seine sehr guten operativen Flugleistungen. Die Tu-124W, die über eine Inneneinrichtung für 56 Passagiere verfügte, war das Exportmodell und erschien im Jahre 1964. Die tschechoslowakische ČSA kaufte im selben Jahr zwei solcher Maschinen, die 1965 um ein weiteres Exemplar ergänzt wurden. Die Tu-124W stand bei der ČSA bis 1972 im Einsatz und wurde danach an Iraqi Airways verkauft, welche die Maschinen im Luftwaffen-Auftrag für VIP-Flüge bis 1975 einsetzte.
Die Luftstreitkräfte der NVA nutzten drei Tu-124, von denen zwei mit Interflug-Bemalung und -Kennzeichen versehen waren. Stationierungsort war das TG-44 am Flugplatz Neuhardenberg. Nachdem die IL-62-Maschinen der Interflug nach dem Absturz einer Maschine dieses Typs zeitweilig Startverbot hatten, traten bei der Interflug Kapazitätsengpässe auf. Daher wurden die Tu-124-Flugzeuge der NVA ersatzweise auf regulären Interflug-Strecken eingesetzt. Alle drei Maschinen wurden 1975 außer Dienst gestellt und an die Sowjetunion verkauft.
Unter der Typenbezeichnung Tu-124K wurden 1966 noch drei Maschinen (K1, K2 und K3) mit VIP-Ausstattung für 22 bis 36 Passagiere gebaut, von Aeroflot jedoch nicht übernommen. Sie wurden im Oktober desselben Jahres von der indischen Luftwaffe erworben und dort bis 1978 verwendet. Bei Aeroflot stand die Tu-124 bis zum 21. Januar 1980 im Einsatz, als die letzten zwölf Maschinen außer Dienst gestellt wurden. Die sowjetische Luftwaffe verwendete das Flugzeugmuster noch bis 1981.
Insgesamt wurden 165 Serienmaschinen gebaut.

## Zwischenfälle
Vom Erstflug 1960 bis 1991 (aktives Betriebsende war 1981) kam es mit Tupolew Tu-124 zu 16 Totalschäden. Bei 12 davon kamen insgesamt 311 Menschen ums Leben.
- Am 21. August 1963 gelang mit einer Tu-124 eine der wenigen Notwasserungen ohne Personenschäden. Bei einer Tu-124 der Aeroflot (Luftfahrzeugkennzeichen CCCP-45021) konnte nach dem Start in Tallinn das Fahrwerk nicht vollständig eingefahren werden. Der Flughafen war jedoch bereits wegen Nebels geschlossen worden, daher wollten die Piloten das Flugzeug in Leningrad auf einer Schotterpiste landen. Sie wurden von der Bodenkontrolle angewiesen, durch Kreisen Treibstoff zu verbrauchen, um das Landegewicht zu senken. Erst nach acht Kreisen bemerkte die Besatzung, dass aufgrund einer defekten Treibstoffmessanlage keine Treibstoffverringerung angezeigt wurde. Zugleich setzte eines der Triebwerke aus. Die Besatzung sollte die Stadt überfliegen, um den Flughafen Pulkowo zu erreichen. Nach dem Aussetzen des zweiten Triebwerks entschloss sich der Kommandant zu einer Notwasserung auf der Newa, die durch die in relativ dichtem Abstand stehenden Brücken erschwert wurde. Die 52 Insassen kamen mit dem Schrecken davon. Die Crew wurde für unschuldig erklärt, Kapitän und Besatzung mit Auszeichnungen geehrt.[6][7]

- Am 7. März 1968 stürzte eine Tupolew Tu-124 der Aeroflot (CCCP-45019) kurz nach dem Start vom Flughafen Wolgograd nach 1640 Metern Flugstrecke ab, nachdem die Piloten versehentlich die Störklappen aktiviert hatten. Bei dem Zwischenfall wurde von 49 Menschen an Bord eine Person, der Navigator, getötet. Bei der Untersuchung wurde festgestellt, dass der Schalter für die Störklappen sehr ungünstig angebracht war, so dass ein versehentliches Aktivieren leicht passieren konnte.[8]

- Am 18. August 1970 kam es mit einer Tupolew Tu-124W der CSA Ceskoslovenské Aerolinie (OK-TEB) auf dem Flughafen Zürich (Schweiz) zu einer Bauchlandung. Probleme mit dem Kabinendruck während des Sinkflugs zwangen den Flugingenieur, den Druck manuell zu kontrollieren. Beim Anflug auf die Landebahn 16 befahl der Kapitän dem Flugingenieur, das Fahrwerk auszufahren, aber dieser hörte nicht darauf, da er mit dem Kabinendruck beschäftigt war. Der Landeanflug wurde fortgesetzt, die Tupolew setzte auf dem Bauch auf und rutschte 875 Meter weit über die Landebahn. Das akustische Fahrwerkswarnsystem war zu Beginn des Anflugs ausgeschaltet worden. Das Flugzeug wurde irreparabel beschädigt. Alle 20 Insassen, Besatzungsmitglieder und Passagiere, überlebten den Unfall.[9]

- Am 9. Juli 1973 kam es auf einer Tupolew Tu-124 der sowjetischen Aeroflot (CCCP-45062) auf dem Flug von Kuibyschew nach Simferopol zu einem uneingedämmten Triebwerksschaden, wodurch zwei der 61 Insassen starben und das Flugzeug schwer beschädigt wurde. Nach dem Zwischenfall entstand eine Panik an Bord, wodurch die Steuerung der Maschine erschwert wurde. Der Besatzung gelang eine Notlandung auf dem Flughafen Kuibyschew (heute Samara) (siehe auch Aeroflot-Flug 5385).[10]

- Am 23. Dezember 1973 verunglückte eine Tupolew Tu-124W der Aeroflot (CCCP-45044) auf dem Flug nach Kiew. Kurz nach dem Start vom Flughafen Lwiw löste sich eine Verdichterschaufel im linken Triebwerk, wodurch es zu heftigen Vibrationen kam, die wiederum eine Treibstoffleitung zerrissen. Daher brach ein Feuer im Rumpfheck aus. Es kam zum Absturz bei Wynnyky, 13 Kilometer östlich des Startflughafens, wobei alle 17 Insassen starben, die sechs Besatzungsmitglieder und 11 Passagiere.[11]

- Am 3. Januar 1976 stürzte eine Tupolew Tu-124W der sowjetischen Aeroflot (CCCP-45037) 7 Kilometer westlich des Startflughafens Moskau-Wnukowo (Sowjetunion) ab. Unmittelbar nach dem Start von der Startbahn 24 geriet das Flugzeug in Wolken. Kurz darauf fielen beide künstlichen Horizonte aus. Die Piloten  hatten keine visuellen Anhaltspunkte außerhalb des Flugzeugs mehr und verloren das Lagebewusstsein. Das Flugzeug neigte sich nach links, bis der Rollwinkel etwa 95 Grad erreichte. Mit einer Sinkgeschwindigkeit von 50 m/s schlug das Flugzeug auf dem Boden auf und zerstörte mehrere Häuser. Alle 61 Insassen, Besatzungsmitglieder und Passagiere, kamen ums Leben. In einem der Häuser wurde ein weiterer Mensch getötet. Dies war der schwerste Unfall einer Tu-124, gemessen an  der Zahl der Todesopfer.[12]

- Am 5. November 1977 wurde eine Tupolew Tu-124K der Indischen Luftstreitkräfte (IAF V643) im Anflug auf den Flughafen Jorhat (Indien) in den Boden geflogen. Die Maschine hatte auch den indischen Premierminister Morarji Desai an Bord. Der erste Landeanflug wurde abgebrochen, weil das Flugzeug nicht korrekt auf die Landebahn ausgerichtet war. Beim zweiten Landeversuch wurde das Flugzeug zu tief angeflogen und berührte Bäume. Es stürzte daraufhin in einem Reisfeld ab. Von den zwanzig Insassen kamen 5 ums Leben.[13]

- Im Februar 1991 (genaues Datum unbekannt) wurde eine Tupolew Tu-124W der Iraqi Airways (YI-AEL) auf dem Flughafen Bagdad (Irak) durch Bomben der USA und ihrer Verbündeten während des Golfkriegs zerstört. Über Personenschäden ist nichts bekannt, es gab jedoch keine Todesfälle.[14]

- Im Februar 1991 (genaues Datum unbekannt) wurde eine Tupolew Tu-124W der Iraqi Airways (YI-AEY) auf dem Flughafen Bagdad (Irak) durch Bomben der USA und ihrer Verbündeten während des Golfkriegs zerstört. Über Personenschäden ist nichts bekannt, es gab jedoch keine Todesfälle.[15]

## Technische Daten
| Kenngröße             | Tu-124W                                                                             |
| --------------------- | ----------------------------------------------------------------------------------- |
| Besatzung             | 3–4                                                                                 |
| Passagiere            | 56                                                                                  |
| Länge                 | 30,58 m                                                                             |
| Flügelspannweite      | 25,55 m                                                                             |
| Höhe                  | 8,08 m                                                                              |
| Flügelfläche          | 119,37 m²                                                                           |
| Flügelstreckung       | 5,5                                                                                 |
| Flügelpfeilung        | 35°                                                                                 |
| Rumpfbreite           | 2,90 m                                                                              |
| Kabine                | Länge 11,23 m Breite 2,70 m Höhe 1,95 m Volumen 50,15 m³                            |
| Frachtraumvolumen     | 14,00 m³                                                                            |
| Leermasse             | 22.900 kg                                                                           |
| Nutzlast              | 6.000 kg                                                                            |
| Startmasse            | maximal 37.500 kg                                                                   |
| Flächenbelastung      | 306,7 kg/m²                                                                         |
| Leistungsbelastung    | 3,38 kg/kp                                                                          |
| Reisegeschwindigkeit  | max. 870 km/h ökonomisch 800 km/h                                                   |
| Höchstgeschwindigkeit | 970 km/h in 8.000 m Höhe                                                            |
| Landegeschwindigkeit  | 190 km/h                                                                            |
| Dienstgipfelhöhe      | 11.700 m                                                                            |
| Reichweite            | 1.250 km mit max. Nutzlast 2.100 km mit max. Kraftstoffvorrat und 3.000 kg Nutzlast |
| Triebwerke            | zwei Strahltriebwerke Solowjow D-20P                                                |
| Leistung              | je 5.400 kp (52,92 kN) Schub                                                        |
| Tankvolumen           | 13.120 l                                                                            |

## Erhaltene Exemplare
Mehrere Maschinen dieses Typs befinden sich in verschiedenen Sammlungen, so im chinesischen Luftfahrtmuseum Datang Shan Peking, im Museum der Zivilluftfahrt in Uljanowsk und im Zentralen Museum der Luftstreitkräfte der Russischen Föderation in Monino. In Neu-Delhi ist am Flugplatz ebenfalls eine Tu-124K ausgestellt.

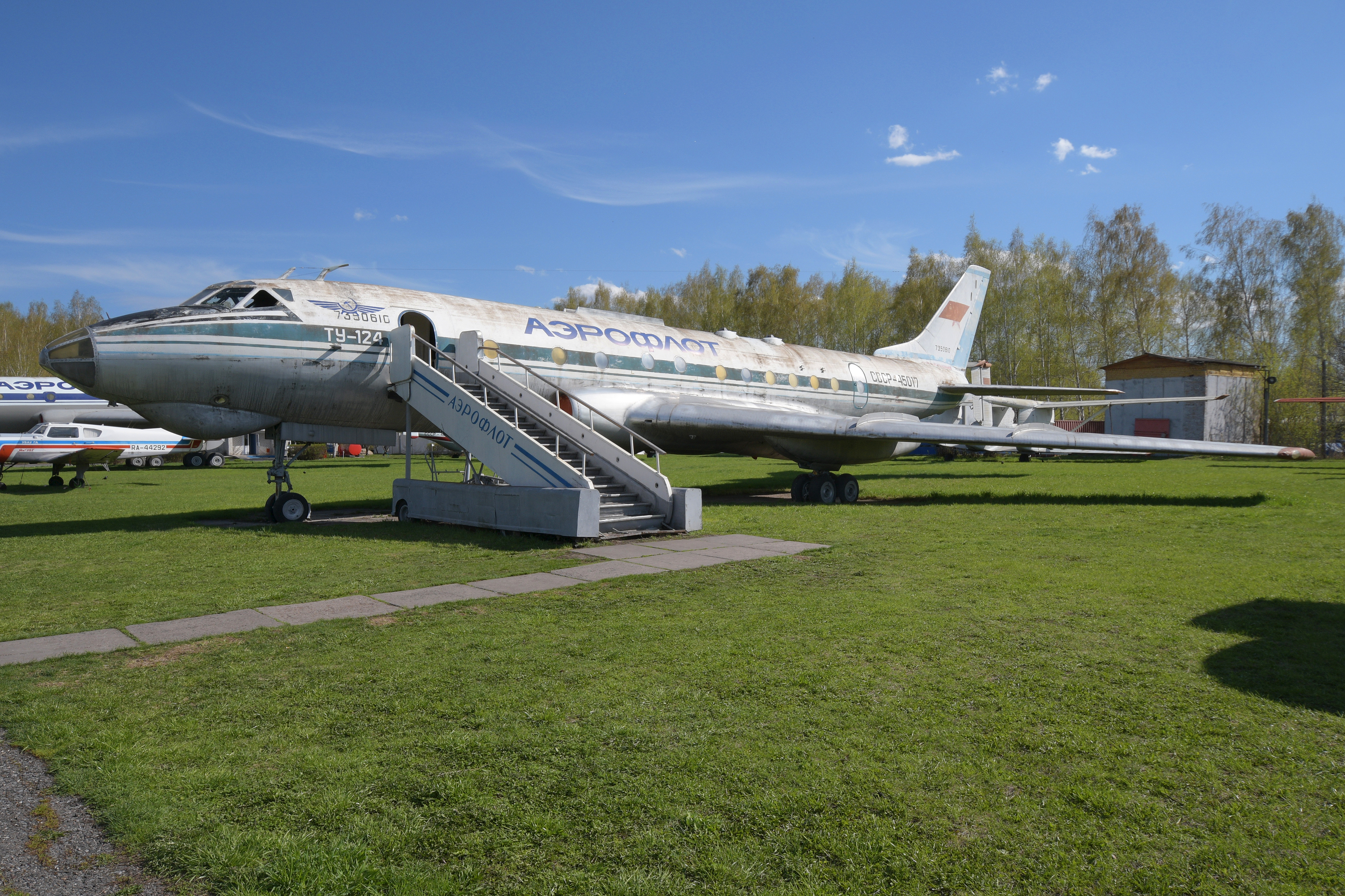
Tu-124Sch im Mai 2018 im Museum der Zivilluftfahrt in Uljanowsk